# Air Bishkek
Air Bishkek (russe : Эйр Бишкек) était une compagnie aérienne basée à Bichkek, au Kirghizistan, décollant depuis l'Aéroport international de Manas. Elle est créée en 2004 sous le nom de Kyrgyz Airways puis est renommée en 2006, et de nouveau en 2011 en Air Bishkek. Elle faisait partie de la Liste des compagnies aériennes qui font l'objet d'une interdiction d'exploitation dans l'Union européenne depuis le 12 octobre 2006,.
La compagnie aérienne a cessé ses activités en février 2016 après avoir connu des difficultés financières.

## Destinations

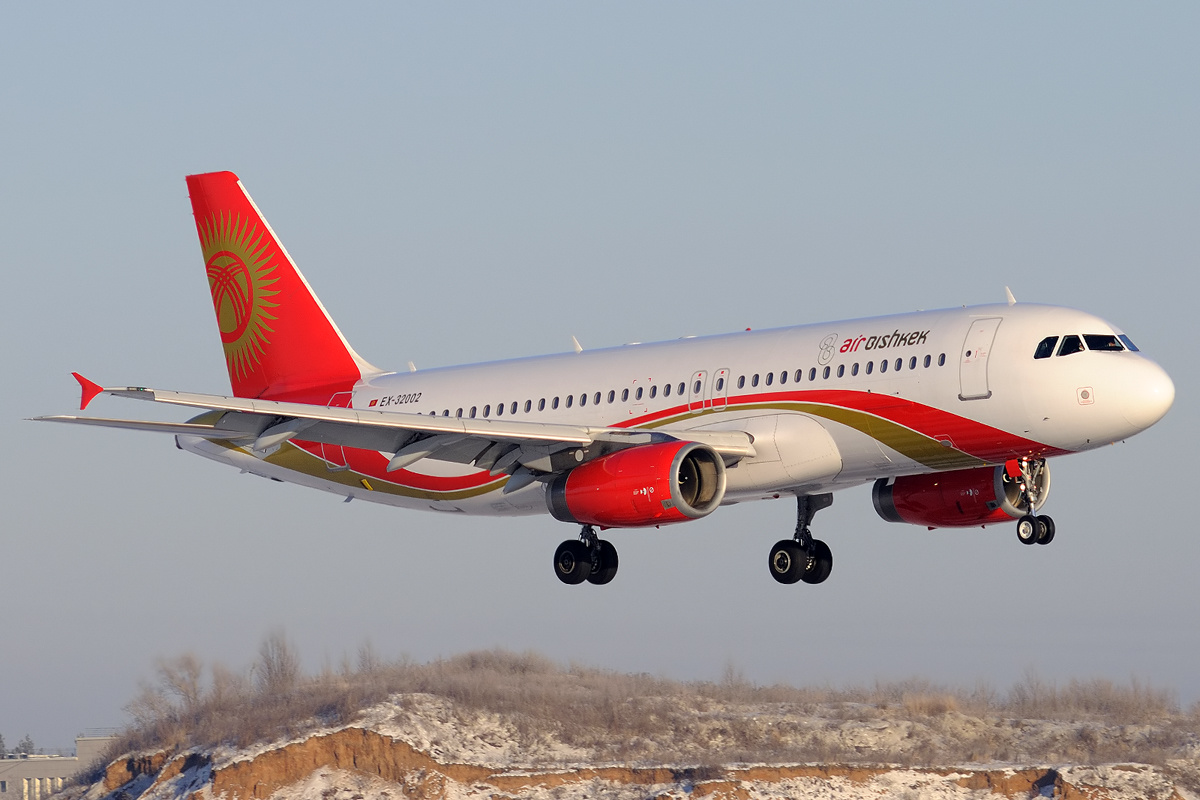
Un Airbus A320-200 d'Air Bishkek à l’atterrissage sur l'Aéroport de Moscou-Domodedovo en 2012.

En avril 2015, Air Bishkek proposait les destinations suivantes::
Chine
- Ürümqi – Aéroport international d'Ürümqi Diwopu

Kirghizistan
- Bichkek – Aéroport international de Manas base
- Och – Aéroport d'Och base

Russie
- Irkoutsk – Aéroport international d'Irkoutsk
- Krasnoïarsk – Aéroport Yemelyanovo
- Moscou – Aéroport de Moscou-Domodedovo
- Novossibirsk – Aéroport Tolmachevo
- Sourgout – Aéroport international de Surgut

## Flotte
En mars 2016, la flotte d'Air Bishkek comprenait les appareils suivants, d'une moyenne d'âge de 23.4 ans

## Programme de fidélité
En 2010, Air Bishkek est la première compagnie aérienne kirghize à introduire un programme de fidélité appelé Belek Bonus.